# تپه یوخار قلعه (سعدآباد)
تپه یوخار قلعه مربوط به دوره اسلامی تا دوره سلجوقی است و در شهرستان درگز، جنوب‌شرقی روستای سعدآباد واقع شده و این اثر در تاریخ ۲۴ اسفند ۱۳۸۴ با شمارهٔ ثبت ۱۵۲۳۶ به‌عنوان یکی از آثار ملی ایران به ثبت رسیده‌است.